# Paranthrene thalassina
Paranthrene thalassina is een vlinder uit de familie wespvlinders (Sesiidae), onderfamilie Sesiinae.
Paranthrene thalassina is voor het eerst wetenschappelijk beschreven door Hampson in 1919. De soort komt voor in het Afrotropisch gebied.